# Storenomorpha yunnan
Storenomorpha yunnan is een spinnensoort in de taxonomische indeling van de mierenjagers (Zodariidae).
Het dier behoort tot het geslacht Storenomorpha. De wetenschappelijke naam van de soort werd voor het eerst geldig gepubliceerd in 2008 door Chang-Min Yin & Y. H. Bao.